# Aouste-sur-Sye
Aouste-sur-Sye ist eine französische Gemeinde mit 2696 Einwohnern (Stand 1. Januar 2022) im Département Drôme der Region Auvergne-Rhône-Alpes. Die Bewohner werden Aoustois und Aoustoises genannt.

## Geografie
Aouste-sur-Sye liegt westlich des Vercors an der Mündung des Flüsschens Sye in die Drôme, einem rechten Nebenfluss der Rhone.

## Bevölkerungsentwicklung
| Jahr      | 1962 | 1968 | 1975 | 1982 | 1990 | 1999 | 2007 | 2018 |
| Einwohner | 1317 | 1317 | 1565 | 1753 | 1820 | 1989 | 2248 | 2537 |

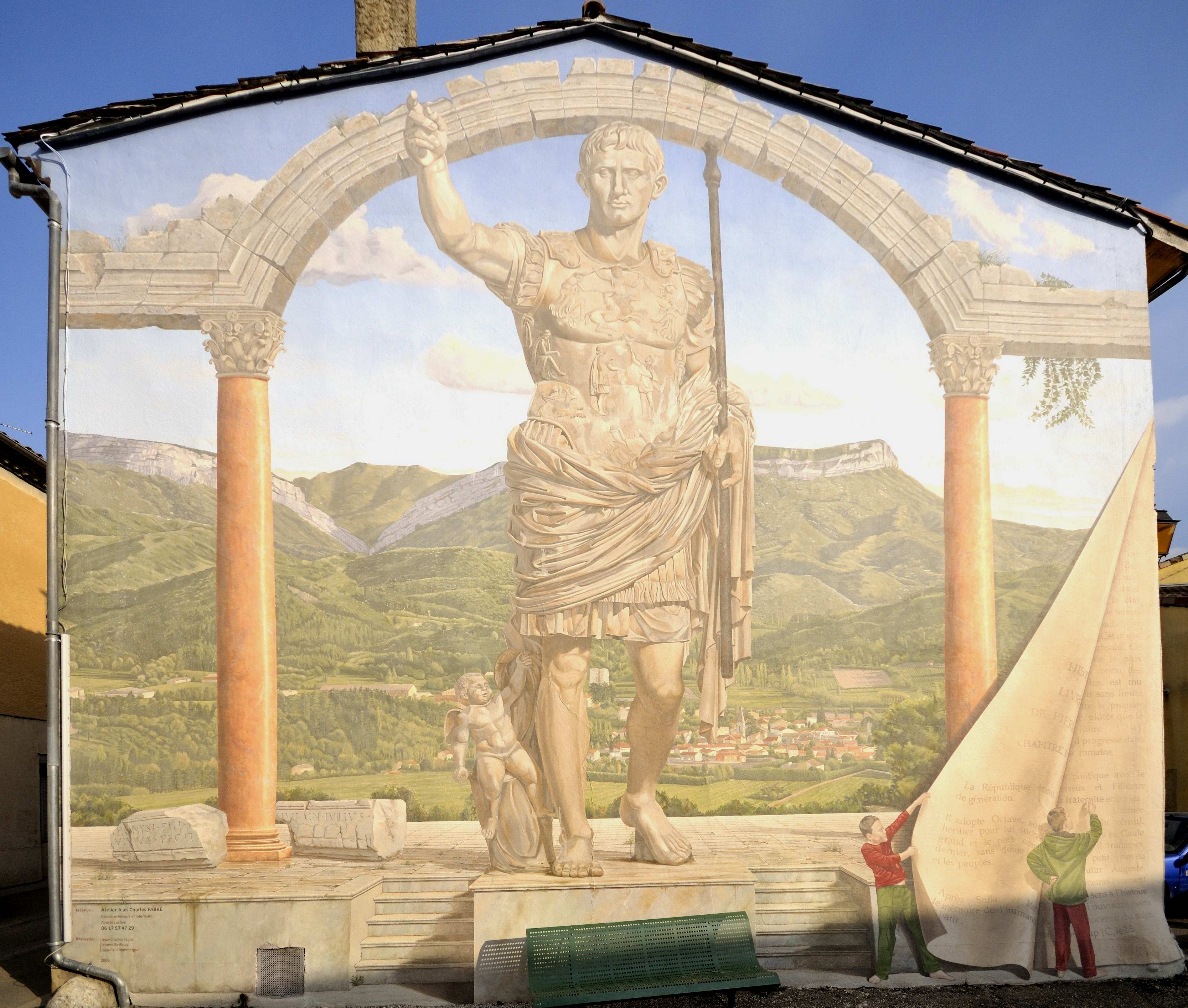
Wand, die an die römische Villa erinnert
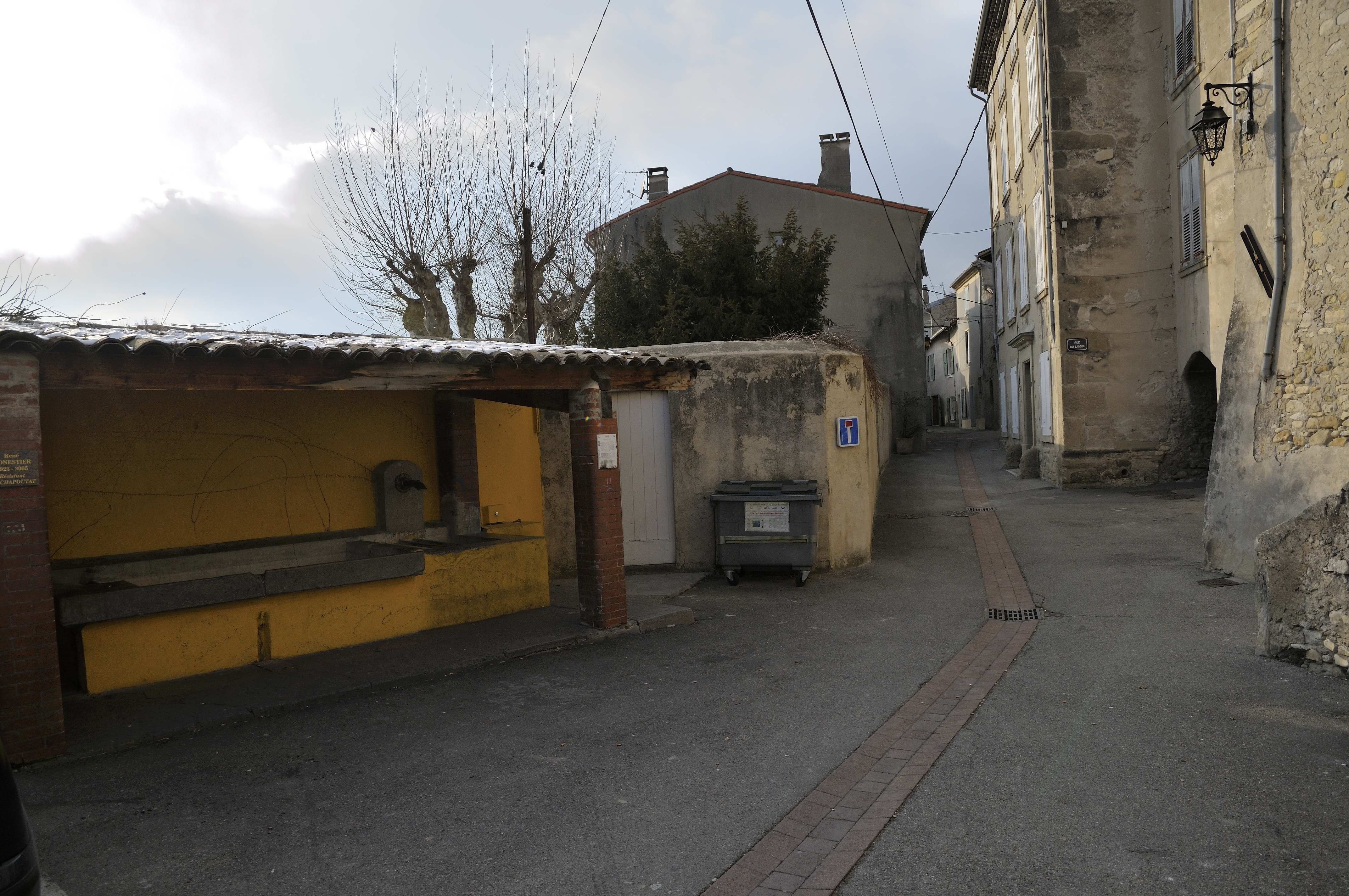
Dorfansichten
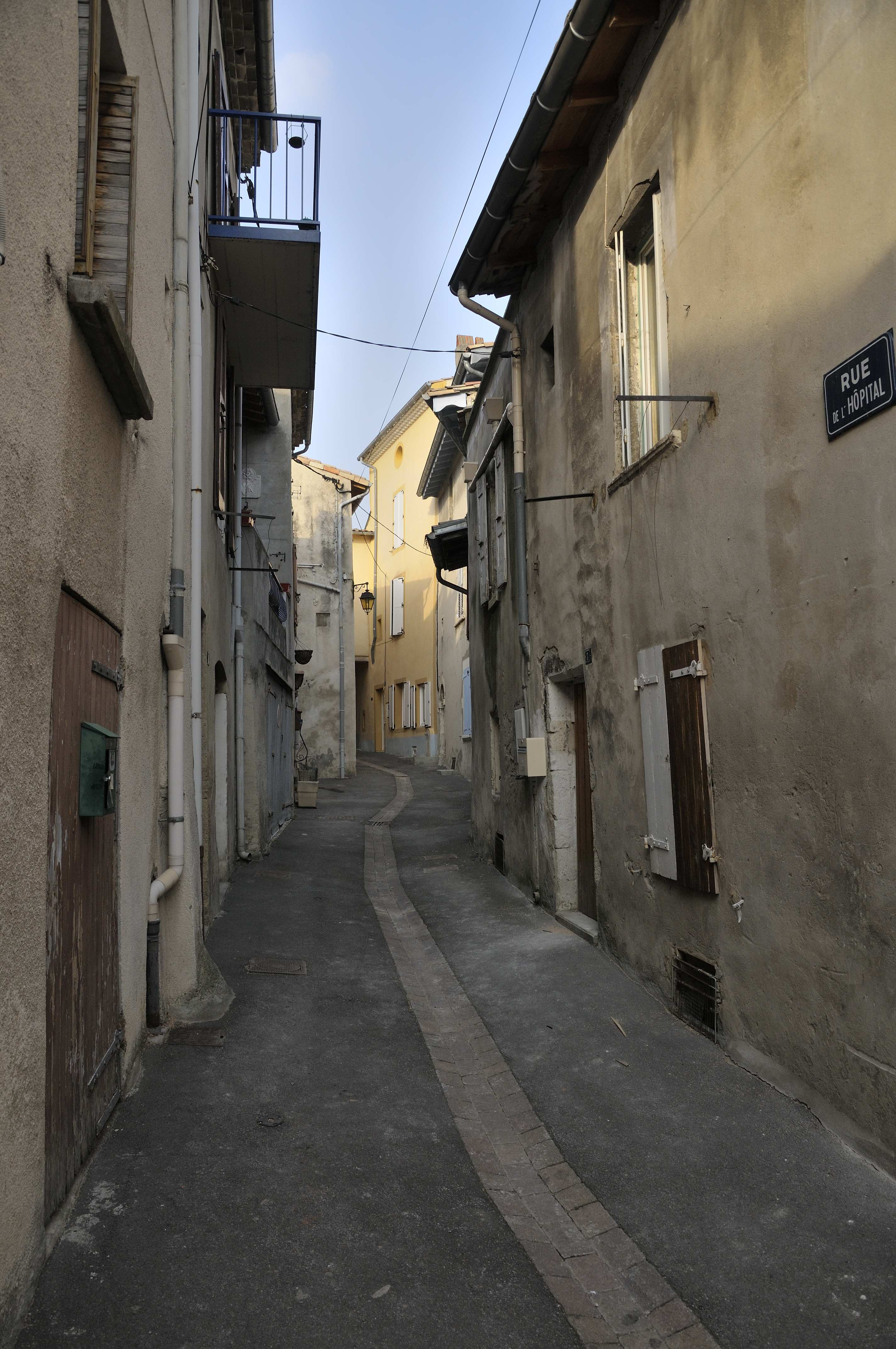
Rue de l’hôpital.

## Persönlichkeiten
- Philippe Boegner (1910–1991), französischer Journalist, in Aouste-sur-Sye geboren